# Leopardsköldpadda
Leopardsköldpadda (Stigmochelys pardalis) är en sköldpaddsart som beskrevs av Thomas Bell 1828. Leopardsköldpadda tillhör familjen landsköldpaddor, och placeras som ensam art i släktet Stigmochelys, men har tidigare vanligtvis placerats i släktet Geochelone Den förekommer på savann i östra och södra Afrika, från Sudan till södra Kapprovinsen.
För leopardsköldpaddan blev två underarter beskrivna, Stigmochelys pardalis pardalis och Stigmochelys pardalis babcocki. Det är omstritt om båda ska godkännas. Medan en studie från 2006 bekräftade indelningen, så kom en annan studie från 2010 till resultatet att leopardsköldpaddan är en monotypisk art.
Det största exemplaret av leopardsköldpadda levde i Addo National Elephant Park. Den mätte 65 cm och vägde 43 kg och tilldelades namnet "Domkrag". Den avled 1976 efter att ha fastnat i en jordsvinsgrop.[källa behövs] Som jämförelse vägde den största uppmätta honan 20 kg och var 50 cm lång. De flesta adulta individer blir runt 32 cm och väger 10 kg.
Leopardsköldpaddor är växtätande; deras kost består av ett brett utbud av växter, inklusive örter, tistlar, gräs och suckulenter. De gnager ibland på ben eller äter till och med hyenaavföring för att få i sig kalcium som är nödvändigt för benutvecklingen och deras äggskal. 
Det finns många rovdjur som äter äggen och ungarna, inklusive varaner, ormar, schakaler och kråkor. De vuxna djuren har få naturliga fiender, men lejon och hyenor har ibland rapporterats äta dem.
Leopardsköldpadda hålls som husdjur och förekommer i djurparker.